# 红点梯形蟹
红点梯形蟹（学名：Trapezia guttata）为扇蟹科梯形蟹属的动物。分布于本种广泛地分布于印度-西太平洋热带区以及中国大陆的西沙群岛、海南岛等地，生活环境为海水，多生活于鹿角珊瑚的枝丛间。
其种加词“guttata”意为“点状纹样的”。